# William Sandys
William Sandys (1792 ; 18 février 1874) (prononcé « Sands »), est un avocat anglais, membre de la Percy Society, de la Society of Antiquaries of London, et connu pour sa publication de Christmas Carols Ancient and Modern (Londres, Richard Beckley, 1833), une collection de chant de Noël que Sandys avait rassemblés et aussi apparemment improvisés.

## Recueil
Le livre de Sandys a marqué les premières apparitions de nombreux chants anglais désormais classiques, dont God Rest You Merry, Gentlemen et The First Noel, et a contribué à la renaissance victorienne de la fête. Sandys a présenté ses collections en trois parties. La première partie contient des exemples en moyen anglais et en anglais moderne.
La deuxième partie de la collection de Sandys contient « une sélection de chants encore utilisés dans l'ouest de l'Angleterre » que Sandys prétend avoir sélectionné « parmi plus d'une centaine obtenus dans différentes parties de l'ouest de Cornwall, dont beaucoup, y compris ceux maintenant publiés, sont toujours en usage. Quelques-uns d'entre eux sont imprimés occasionnellement dans le pays, ainsi qu'à Londres, Birmingham et ailleurs, sous forme de chants de Noël ; d'autres sont apparus, avec quelques variations, dans la collection de Davies Gilbert, ayant été dérivés de sources similaires ; mais une grande partie, y compris certaines des plus curieuses, n'ont, je crois, jamais été imprimées auparavant. »
Parmi les chants qui ont fait leur première apparition ici figurent les classiques The First Noel, God Rest Ye Merry, Gentlemen, I Saw Three Ships, Hark! The Herald Angels Sing. Certains ont les formes traditionnelles des chants de Noël. D'autres sont composés de manière reconnaissable. Dans l'atmosphère de « Merry England » qui incluait la renaissance de Noël signalée par A Christmas Carol de Charles Dickens (1843), ils ont tous rapidement développé leur réputation actuelle d'être du XVIe siècle ou plus tôt.
Une troisième partie proposait des « Spécimens de chants provinciaux français ».
Sandys a répété son succès avec Christmas-tide, Its History, Festivities and Carols, With Their Music (Londres : John Russell Smith, 1852) où il a réimprimé plusieurs de ses découvertes.